# Zoltán Czibor
Zoltán Czibor Suhai (Kaposvár, 23 de agosto de 1929-Győr, Hungría, 1 de septiembre de 1997), futbolista húngaro integrante de la mítica selección húngara que recibió el apelativo de los magiares mágicos siendo considerado uno de los mejores extremos de la historia del fútbol y del Barcelona.

## Trayectoria
Czibor fue un futbolista que jugó en varios clubes húngaros, incluidos Ferencváros TC y Honvéd, y la selección húngara, antes de incorporarse a F. C. Barcelona. Se caracterizó por tener un potente disparo y por su habilidad para marcar goles en las principales finales. Durante la década de 1950, junto con Ferenc Puskás, Sándor Kocsis, József Bozsik y Nándor Hidegkuti formó parte del legendario Equipo de oro. Después de la Revolución húngara de 1956 se trasladó a España, donde se convirtió en un prominente miembro del exitoso equipo del F. C. Barcelona de finales de los años 1950 y comienzos de los 60. Después de tres temporadas en el F. C. Barcelona, se unió a sus rivales locales del RCD Español para la temporada 1961-1962. Después de breves períodos en el FC Basel, FK Austria Wien y Primo Hamilton FC, que se retiró como futbolista profesional y regresó a Hungría. Murió allí en 1997, a los 68 años de edad.

### Inicios
Czibor se inició en el Komárom AC y Komárom MÁV y a la vez trabajaba como conductor de un tren motor antes de que fuera observado por Sándor Mezei, el entrenador del equipo juvenil de Hungría. Posteriormente jugó en el Ferencváros TC en el que ganó su primer título de Liga de Hungría en 1949. Después de jugar por el Csepel SC es reclutado en el equipo del ejército Honvéd. Durante su carrera de jugador en el club, Czibor marcó 100 goles en 175 partidos.

### Diáspora
En 1953 Czibor junto a los internacionales Ferenc Puskás, Sándor Kocsis y József Bozsik juegan por el Honved. Durante su tiempo en el club ganan otros dos títulos de liga húngara en 1954 y 1955. Acabó 1955 como máximo goleador de la liga tras anotar 20 goles. En 1956 el Honvéd FC entró a jugar en la Copa de Europa y en la primera ronda se enfrentó al Athlétic Club. Honvéd FC perdió 2-3, pero antes de que se jugara el partido de vuelta, la Revolución húngara había estallado en Budapest. Los jugadores decidieron no volver a Hungría y jugaron el partido contra el Athlétic en el Estadio Heysel de Bruselas. Sin embargo tempranamente en el juego el guardameta del Honvéd se lesiona y, sin sustitutos permitidos en esos años, Czibor jugó de guardameta.
El Honvéd fue eliminado ese año. Los jugadores fueron llamados a reunirse a sus familias en Budapest y, pese a la oposición de la FIFA y de las autoridades del fútbol húngaro, organizaron una gira de recaudación de fondos en Italia, Portugal, España y Brasil. Después de volver a Europa, los jugadores toman distintos rumbos. Algunos, incluidos Bozsik, regresaron a Hungría, mientras que otros, incluidos Czibor, Kocsis y Puskás, encontraron nuevos clubes en Europa occidental.

### F. C. Barcelona
Czibor inicialmente fue a Italia y jugó un par de juegos no oficiales con la AS Roma antes de que otro refugiado húngaro, Ladislao Kubala, y Sándor Kocsis lo persuadieron para reunirse con ellos en el F. C. Barcelona. Posteriormente, anotó en su debut en La Liga en un 6-0 sobre el Valencia CF, y formó parte de un "equipo legendario" que incluía también a Ramallets, Luis Suárez y Evaristo, Czibor ganó la primera Copa europea de Ferias de 1958 con un equipo magnífico, una Copa de España y La Liga haciendo el "doblete nacional" en 1959 y una Liga y Copa europea de Ferias haciendo un "doblete internacional" en 1960. A pesar de que no jugó en la final de Copa, marcó dos veces en la final de la Copa de Ferias donde el F. C. Barcelona derrotó al Birmingham City 4-2. En 1961 jugaría su última temporada como blaugrana, junto con el F. C. Barcelona participó en la Copa Europea de Ferias y la Copa de Europa; en la primera fue eliminado por el FC Hibernians en cuartos de final, y en la segunda llegó a la final de la Copa de Europa 1961 pero perdería frente al SL Benfica, este partido Czibor y Sándor Kocsis volvieron al Estadio Wankdorf de Berna, cuando en 1954, jugando para Hungría, habían perdido la final de la Copa Mundial. La historia se repitió para ellos en el mismo estadio y el mismo marcador.

## Selección nacional
Czibor hizo su debut con la selección de Hungría en 1949. Jugó 43 veces para Hungría, y marcó 17 goles. Junto con Ferenc Puskás, Sándor Kocsis, József Bozsik y Nándor Hidegkuti, formó el núcleo del legendario equipo que estuvo invicto 30 juegos consecutivos entre 1950 y 1954. Durante ese tiempo se convirtieron en campeones olímpicos en 1952, venciendo a Yugoslavia en la final de Helsinki. Czibor marcó el segundo gol en la que Hungría ganó por 2-0 . Asimismo, dos veces dio toda una lección a Inglaterra. En 1953 sorprendió al mundo deportivo ganándole a Inglaterra con un 3-6 en el estadio de Wembley y, después, en 1954 ganándole 7-1 en Budapest. En 1953 también ganó la Copa Internacional de Europa Central. El ciclo con Hungría llegó a su fin en la final de la Copa Mundial de 1954, cuando perdió la final por 3-2 contra Alemania. Czibor marcó el segundo gol de Hungría, solo para ver a los alemanes coronarse como campeones del mundo.
Fue internacional con la selección de fútbol de Hungría en 43 ocasiones marcando 17 goles.

### Participaciones en Copas del Mundo
| Mundial                        | Sede  | Resultado  |
| ------------------------------ | ----- | ---------- |
| Copa Mundial de Fútbol de 1954 | Suiza | Subcampeón |

## Clubes
| Club            | País    | Año       |
| --------------- | ------- | --------- |
| Komárom AC      | Hungría | 1942-1945 |
| Komárom MÁV     | Hungría | 1945-1948 |
| Ferencváros TC  | Hungría | 1948-1950 |
| Csepel SC       | Hungría | 1951-1956 |
| Honvéd          | Hungría | 1956      |
| AS Roma         | Italia  | 1956      |
| F. C. Barcelona | España  | 1958-1961 |
| RCD Espanyol    | España  | 1961-1962 |
| CE Europa       | España  | 1962      |
| FC Basel        | Suiza   | 1962      |
| FK Austria Wien | Austria | 1962      |
| Toronto City    | Canadá  | 1962-1965 |

## Palmarés

### Campeonatos nacionales
| Título                | Club                | Año  |
| --------------------- | ------------------- | ---- |
| Nemzeti Bajnokság I   | Ferencvárosi TC     | 1949 |
| Nemzeti Bajnokság I   | Budapesti Honvéd SE | 1954 |
| Nemzeti Bajnokság I   | Budapesti Honvéd SE | 1955 |
| Campeonato de Liga    | C. F. Barcelona     | 1959 |
| Copa del Generalísimo | C. F. Barcelona     | 1959 |
| Campeonato de Liga    | C. F. Barcelona     | 1960 |
| Bundesliga            | FK Austria Wien     | 1963 |

### Campeonatos internacionales
| Título           | Equipo               | Sede      | Año  |
| ---------------- | -------------------- | --------- | ---- |
| Juegos Olímpicos | Selección de Hungría | Helsinki  | 1952 |
| Copa de Ferias   | C. F. Barcelona      | Barcelona | 1960 |

- Con la Selección de Hungría fue subcampeón de la Copa Mundial de Fútbol 1954 y con el C. F. Barcelona fue subcampeón de la Copa de Europa 1960-61.

### Distinciones individuales
| Distinción                         | Año  |
| ---------------------------------- | ---- |
| Goleador de la Nemzeti Bajnokság I | 1955 |